# Decimo Terenzio Scauriano
Decimo Terenzio Scauriano (latino: Decimus Terentius Scaurianus; 65 circa – dopo il 117) è stato un senatore, militare dell'Impero romano.

## Biografia
Terenzio Scauriano visse durante il periodo del principato di Traiano, servendo nell'esercito come comandante militare durante la conquista della Dacia che impegnò l'imperatore dal 101 al 106, meritandosi quattro Corone vallari e quattro vessilli d'argento. Fu anche legatus Augusti pro praetore della Dacia una volta conquistata, dal 106 al 110/114 ed alle cui dipendenze vi erano 4 Ali di cavalleria e 18 coorti di fanteria. In seguito sembra che abbia partecipato alle campagne partiche di Traiano (dal 114 al 117), divenendo anche governatore della neo provincia di Mesopotamia (115-117?).
Prima di intraprendere la guerra contro i Daci, fu comandante della Legio I Minervia attorno al 95-96, legatus Augusti pro praetore della Gallia Belgica dal 97 al 100, seguendo il normale cursus honorum, e ricoprendo pertanto i ruoli di pretore, questore della provincia di Acaia, tribuno militare della legio I Italica e Curator viarum.